# Artur Tajmazov
Artur Tajmazov (Tajmazty) (* 20. července 1979) je bývalý ruský zápasník-volnostylař osetské národnosti, olympijský vítěz z roku 2004. Od roku 1999 až do konce sportovní kariéry reprezentoval Uzbekistán.

## Sportovní kariéra
Zápasit začal ve Vladikavkazu pod vedením Chasana Apajeva. V dětství kombinoval zápasení se vzpíráním po vzoru svého staršího bratra Tymura. V mladí prošel reprezentačními výběry Ruska a jeho talentu si brzy všimli v zahraničí. Jeden z jeho trenérů Kazbek Dedegkajev, působil v 80. letech jako trenér národního týmu volnostylařů Uzbecké SSR a společně s mecenášem uzbeckého sportu Salimem Abduvalijevem mu v roce 1999 zařídil start za Uzbekistán. Důvodem přestupu byly větší možnosti k realizaci ve vrcholovém sportu a především strategický plán Dedegkajeva, který byl osobním trenérem Davida Musulbese, tehdejší reprezentační jedničky Ruska. Na olympijských hrách v Sydney v roce 2000 tak nakonec startovali oba severoosetští zápasníci a dokonce se oba probojovali až do finále. Ve vyrovnaném finále bral Tajmazov stříbrnou olympijskou medaili.
V roce 2004 odjížděl na olympijské hry v Athénách jako úřadující mistr světa a suverénním výkonu získal zlatou olympijskou medaili, když ve finále položil na lopatky Íránce Alírezu Rezájího. V roce 2008 se opět "velmi dobře" připravil a na olympijských hrách v Pekingu a získal druhou zlatou olympijskou medaili, když ve finále porazil ve dvou setech Bachtyjara Achmedova z Ruska. V roce 2012 útočil na vyrovnání rekordní medailové bilance legendárního ruského klasika Alexandra Karelina na olympijských hrách v Londýně. V turnaji neztratil jediná bod a s přehledem získal třetí zlatou olympijskou medaili. V roce 2014 ještě plánoval překonat absolutní zápasnický rekord v počtu olympijských medailí německého obojživelníka Wilfrieda Dietricha, ale stopku mu vystavilo zdraví.

### Doping a diskvalifikace
V roce 2016 prošel jeho vzorek odebraný po olympijských hrách 2008 novou analýzou. Nové metody analýzy ukázaly v jeho vzorku stopy po užívaní anabolických steroidů. Konkrétně šlo o látku dehydrochlormethyltestosterone, která se do těla dostává tabletami Turinabol.
To že anabolické steriody tvořily běžnou součást jeho přípravy na vrcholové turnaje potvrdil další retest jeho vzorku z olympijských her 2012 v roce 2019. Pozitivní dopingový nález na látku dehydrochlormethyltestosterone ho připravil o druhou zlatou olympijskou medaili.

## Výsledky
| Turnaj            | 2000 | 2001 | 2002 | 2003 | 2004 | 2005 | 2006 | 2007 | 2008 | 2009 | 2010 | 2011 | 2012 |
| Turnaj            | 21   | 22   | 23   | 24   | 25   | 26   | 27   | 28   | 29   | 30   | 31   | 32   | 33   |
| Turnaj            | -130 | -130 | -120 | -120 | -120 | -120 | -120 | -120 | -120 | -120 | -120 | -120 | -120 |
| ----------------- | ---- | ---- | ---- | ---- | ---- | ---- | ---- | ---- | ---- | ---- | ---- | ---- | ---- |
| Olympijské hry    | 2.   |      |      |      | 1.   |      |      |      | 1.   |      |      |      | 1.   |
| Mistrovství světa |      | 2.   | úč.  | 1.   |      | úč.  | 1.   | 3.   |      | —    | 2.   | 8.   |      |
| Asijské hry       |      |      | 1.   |      |      |      | 1.   |      |      |      | 1.   |      |      |
| Mistrovství Asie  | 1.   | —    |      | —    | —    | —    | —    | —    | —    | —    | —    | 1.   | —    |

## Vyznamenání
- Řád za vynikající zásluhy – Uzbekistán, 2008
- Řád „Úcta k zemi“ – Uzbekistán, 14. srpna 2012 – udělil prezident Islam Karimov[4]